# Per Erik Aschan

Per Erik Aschan.

Per Erik Anton Aschan, född 14 september 1896 i Ekenäs landskommun, död 9 februari 1976, var en finländsk kirurg. 
Aschan, som var son till jordbrukaren, agronom Per Ivar August Aschan och Aina Sofia Gardberg, blev student 1913, medicine kandidat 1917, medicine licentiat 1923 samt medicine och kirurgie doktor 1930 på avhandlingen Om frakturer i ryggraden. Han blev specialist i kirurgi 1925 och i plastikkirurgi 1948. Han var assistentläkare vid Maria sjukhus 1926–1929, avdelningsläkare vid Tilkka militärsjukhus 1929–1944, assistentläkare vid Allmänna sjukhuset i Helsingfors 1933–1934, chefläkare vid Tilkka militärsjukhus kirurgiska avdelning 1945–1956. Han var verksam som privatpraktiserande kirurg från 1925. Han var viceordförande i Finlands Läkarförbund 1947–1954, ordförande i Helsingfors Läkarförening 1944–1953, i Finska Läkaresällskapet 1947, i Finlands Sanitetsofficersförbund 1948–1950, i Nordisk Plastikkirurgisk förening 1953–1955 och president vid första internationella kongressen för plastikkirurgi i Stockholm 1955. Han blev sanitetsöveste 1944. Han blev ledamot av Svenska Läkaresällskapet 1949, av Society of Plastic and Reconstructive Surgery 1955 och hedersledamot av Yngre Läkares förening 1952. Han tilldelades professors titel 1957.